# Chłopówka
Chłopówka – wieś na Ukrainie w rejonie czortkowskim należącym do obwodu tarnopolskiego.
W II Rzeczypospolitej wieś w powiecie kopyczynieckim województwa tarnopolskiego. W latach 1941–1944 nacjonaliści ukraińscy z OUN-UPA zamordowali tutaj 11 Polaków i 1 Ukraińca.
Do 2020 w rejonie husiatyńskim.